# وثيقة مكة المكرمة (2019)
وثيقة مكة المكرمة هي وثيقة كُتبت في مكة المكرمة في الخامس والعشرون من شهر رمضان للعام 1440هـ الموافق 30 مايو 2019م، على هامش المؤتمر الدولي حول قيم الوسطية والاعتدال الذي نظمته رابطة العالم الإسلامي في المملكة العربية السعودية، لتمثل دستورًا تاريخيًا لتحقيق السلام وحفظ قيم الوسطية والاعتدال في البلدان الإسلامية. وتنص الوثيقة على مكافحة الإرهاب والظلم والقهر، ورفض انتهاك حقوق وكرامة الإنسان، وتأصيل قيم التعايش بين الأديان والثقافات والأعراق والمذاهب المختلفة في العالم الإسلامي. وأقرّ الوثيقة 1200 شخصية إسلامية من 139 دولة من مختلف المذاهب والطوائف الإسلامية.

## محتويات الوثيقة
تضمنت الوثيقة 17 بندًا بإقرار من 1200 شخصية إسلامية مُمثَلين في مرجعيتهم الدينية، واستمدت مكوناتها من وثيقة المدينة المنورة التي عقدها الرسول محمد قبل أربعة عشر قرنًا على ضوء التنوع الديني والثقافي والعرقي في العالم الإسلامي، وتتلخص وثيقة مكة في:
- التأكيد على أن المسلمين جزء من هذا العالم بتفاعله الحضاري، يسعون للتوصل مع مكوناته جميعها لتحقيق صالح البشرية، وأن الاختلاف في العقائد والأديان والمذاهب سُنّة كونية.
- الإقرار على أن البشر متساوون في إنسانيتهم، وينتمون إلى أصل واحد.
- التصدي لممارسات الظلم والعدوانية والصدام الحضاري والكراهية.
- مكافحة الإرهاب والظلم والقهر.
- التنديد بدعاوى الاستعلاء البغيضة والشعارات العنصرية.
- دعم قيم التنوع الديني والثقافي.
- لا يُبرِم شأن الأمة الإسلامية ويتحدث باسمها في أمرها الديني وكل ذي صلة به، إلا علماؤها الراسخون في جمع كجمع مؤتمر هذه الوثيقة.
- الدعوة إلى الحوار الحضاري.
- التأكيد على براءة الأديان والمذاهب من مجازفات معتنقيه ومدعيها.
- التأكيد على أن أصل الأديان السماوية واحد وهو الإيمان بالله وحده ولا يجوز الربط بين الدين والممارسات السياسية الخاطئة.
- سن التشريعات الرادعة لمروجي الكراهية الصراع الحضاري والدعوة للصدام والتخويف من الآخر.
- ترسيخ القيم الأخلاقية النبيلة وتحصين المجتمعات المسلمة.
- التأكيد على أن المسلمين قادورن على إثراء الحضارة الإنسانية بكثير من الإسهامات الإيجابية التي تحتاجها البشرية.
- الدعوة إلى التمكين المشروع للمرأة ورفض تهميش دورها.
- أكدت على أن ظاهرة الإسلاموفوبيا هي نتيجة عدم المعرفة الصحيحة بحقيقة الإسلام.
- شددت الوثيقة على عدم التدخل في شؤون الدول ونبذت أساليب الهيمنة السياسية بمطامعها الاقتصادية وغيرها.
- أوصت بضرورة إيجاد منتدى عالمي بمبادرة إسلامية يهتم بشؤون الشباب عامة يعتمد على الحوار الشبابي البنّاء مع الجميع إسلاميًا وعالميًا.[3][5]

## جائزة الملك فيصل في خدمة الإسلام
في 1441هـ / 2020م مُنحت الوثيقة جائزة الملك فيصل العالمية في خدمة الإسلام، وذلك «لكونها تعد دستورا تاريخيا لإرساء قيم التعايش بين أتباع الديانات والثقافات والمذاهب، وتحقق السلم بين مكونات المجتمع الإنساني، بما أكدته من مضامين...».